# Serge Godard
Serge Godard, född 25 mars 1936, är en fransk politiker och borgmästare i Clermont-Ferrand. Hans partibeteckning är "PS" (Parti Socialiste).